# Macujama
Macujama (japánul 松山市, Matsuyama-shi) japán város, Ehime prefektúra székhelye.

## Népesség
Macujama népessége az elmúlt években az alábbi módon változott:
| Lakosok száma | 517 231 | 514 865 | 506 743 |
|               | 2010    | 2015    | 2021    |

## Testvérvárosok

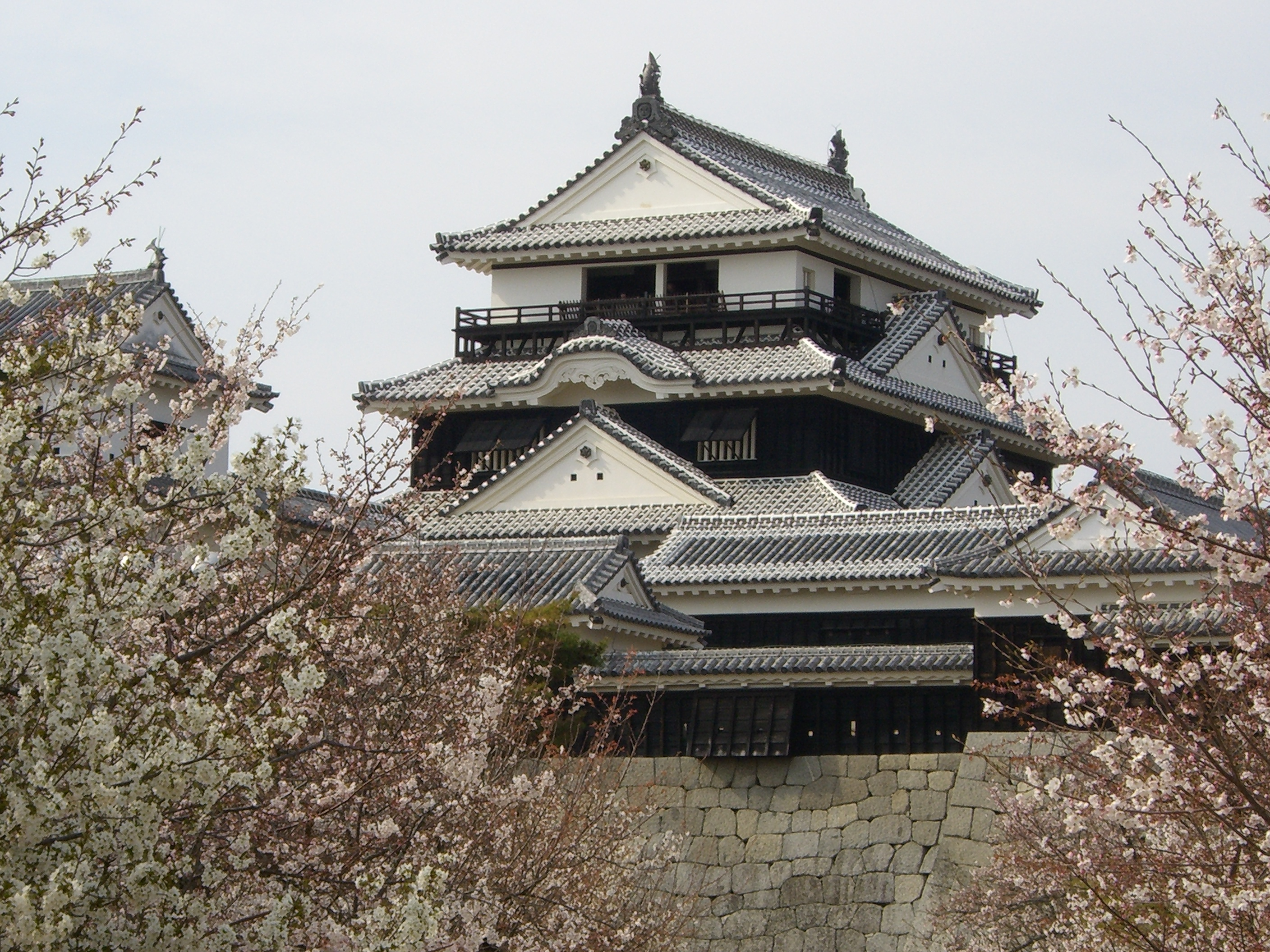
A macujamai vár tornya

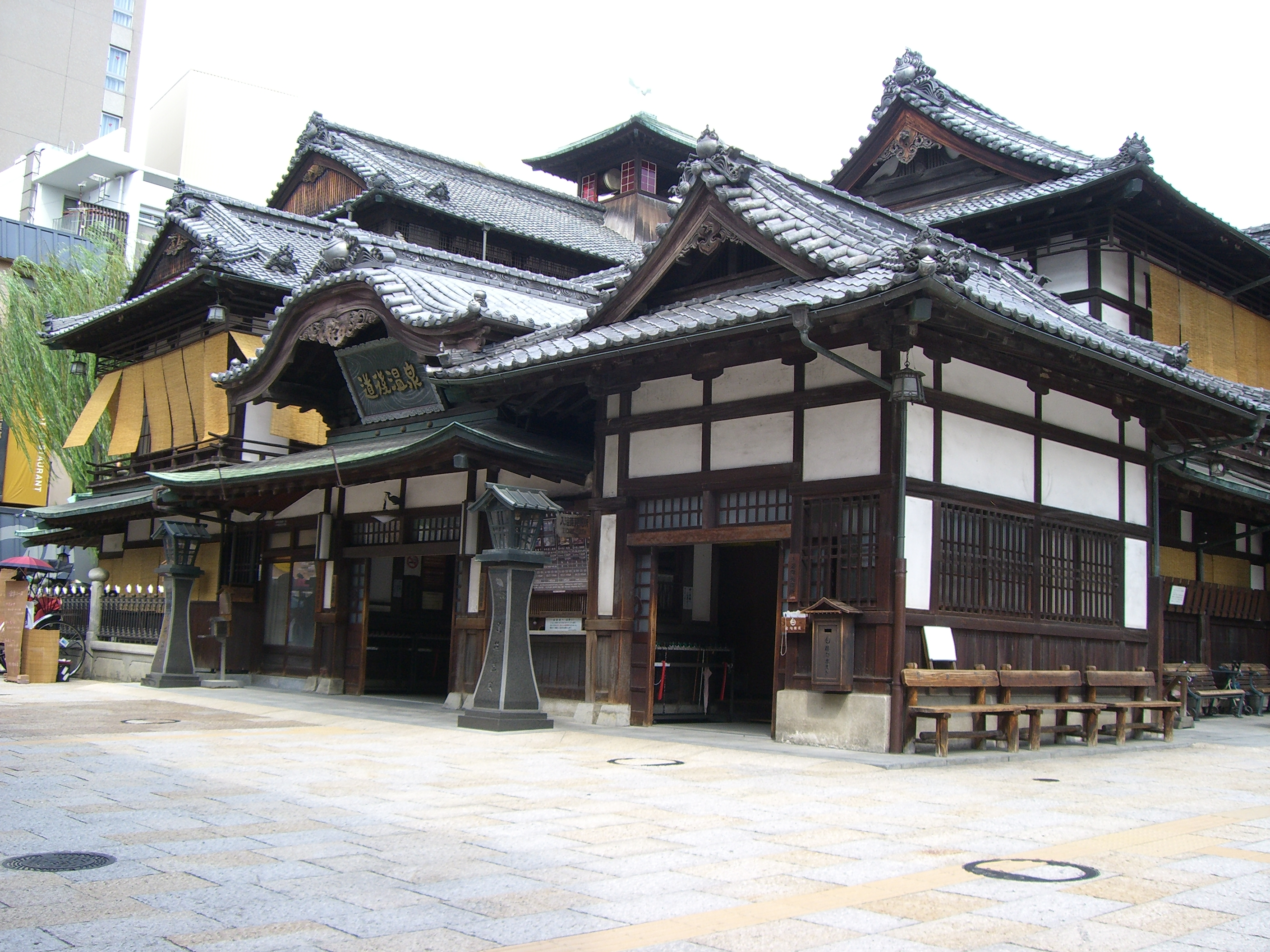
A Dógo Onszen melegforrás főépülete

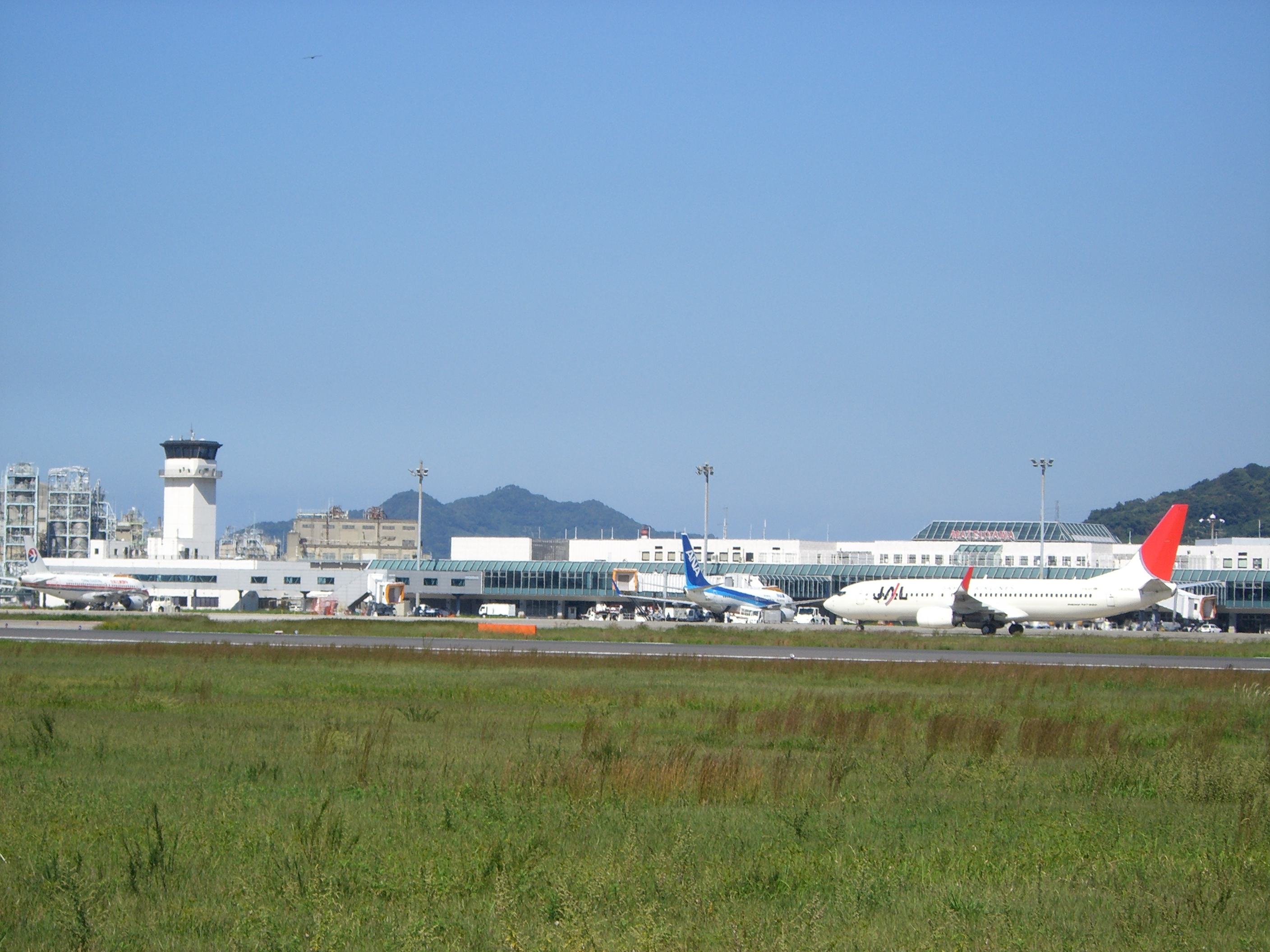
A macujamai repülőtér

- Sacramento, USA
- Freiburg, Németország
- Pyeongtaek, Dél-Korea